# Messapiové

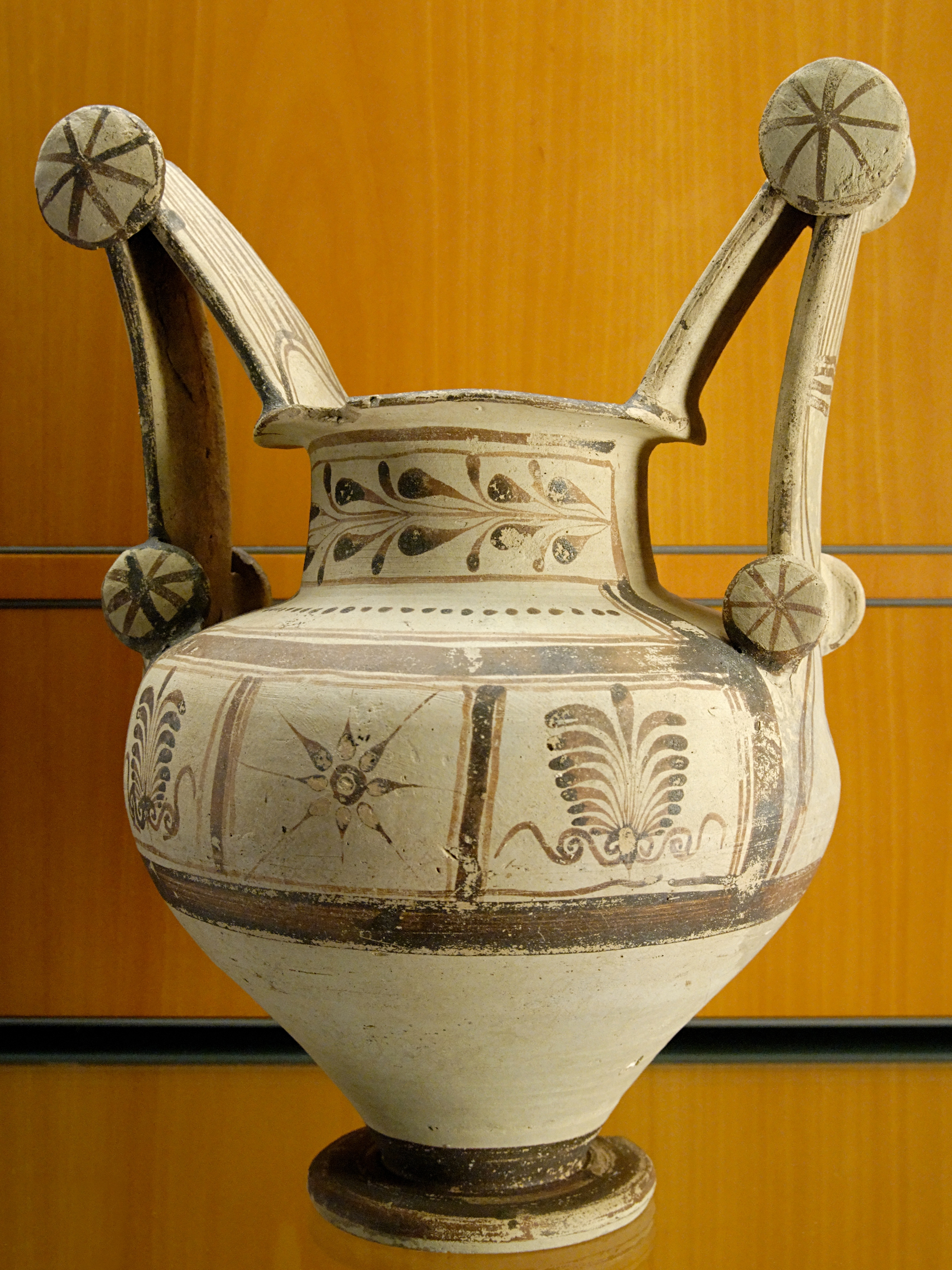
Typická messapijská keramika

Messapiové (starořecky: Μεσσάπιοι, latinsky: Messapii) byl indoevropský japygský, snad i ilyrský kmen, který obýval Salento (jihovýchodní cíp Apeninského poloostrova), čili jižní Apulii, v předřímské době, nejspíše od 7. století př. n. l. Příbuznými (japygskými) kmeny jim byli Peukétiové a Dauniové, kteří sídlili více na severu Apulie. Všechny tři kmeny mluvily stejným jazykem, messapštinou. Jazyk je znám z 600 nápisů speciálním písmem, patrně odvozeným ze západní starořecké abecedy. Byl jistě jazykem indoevropským, spory se vedou o to, zda byl též illyrským. Tři japygské kmeny navzdory tomu vytvořily poměrně rozdílné archeologické kultury. Označení Messapiové pochází od Řeků a podle Strabóna ho sami domorodci nepoužívali. Tvrdil, že sami se dělili spíše na dva kmeny, jižní (Selantinové) a severní (Kalábrijci), moderní archeologie však považuje starořecké dělení na tři skupiny za důvěryhodnější. Po dobytí Salenta Římskou republikou okolo roku 266 př. n. l. se rozdíl mezi japygskými kmeny stíral a Messapiové byli romanizováni. O původu Messapiů se vedou spory. Nejvíce uznávanou teorií je, že přišli z Ilýrie jako jeden z ilyrských kmenů. Messapiové neměli centralizovanou formu vlády. Jejich města byla nezávislými městskými státy. Měli obchodní vztahy s řeckými městy v Magna Graecia. Vztahy s Řeky jim umožnily získat technologii pro výrobu ceněné keramiky.

## Konflikty
V roce 473 př. n. l. se řecké město Taranto (které bylo na hranici s messapijským územím) a jeho spojenec Rhégion (dnešní město Reggio di Calabria) pokusili zmocnit některých měst messapijských měst. Spojené kmeny Japygů je však porazily díky přesile své kavalérie. Válka proti Tarantu pokračovala až do roku 467 př. n. l. Vztahy však byly napjaté i nadále.
Během peloponéské války mezi Athénami a Spartou byli Mesapiové spojenci Athén. Poskytli lučištníky pro útok na Syrakusy (415–413 př. n. l.). Toto athénské tažení však dopadlo katastrofálně a celá vojenská výprava byla zničena.
V roce 356 př. n. l. vedla aliance mezi Messapii a Leukany k dobytí měst Herakleia Lukania a Metapontum v Magna Graecia.
V roce 342 př. n. l. Taranto požádalo o pomoc v třenicích s Messapii spartského krále Archidama III. Ten pak zemřel v bitvě pod hradbami messapijského města Manduria (existuje dodnes) v roce 338 př. n. l. V roce 333 př. n. l. Taranto požádalo o pomoc epirského krále Alexandra I., tentokrát ve válce s Leukany. Messapijci Leukanům přišli na pomoc, ovšem Alexandr je porazil. Nakonec ale padl v bitvě s Leukany v roce 330 př. n. l. Poté Messapiové přeběhli na druhou stranu a spojili se Tarantem proti Leukanům.
Během druhé samnitské války (327–304 př. n. l.) mezi Římem a Samnity se Messapiové postavili na stranu Samnitů. Během Pyrrhových válek (280–275 př. n. l.) se postavili na stranu Taranta a Pyrrhy, Dionýsios z Halikarnassu zaznamenal, jak po Pyrrhově boku bojovali v bitvě u Ascula. V roce 272 př. n. l. dobyli Římané Tarantum. V roce 267 př. n. l. Řím porazil i Messapie a dobyl jejich velmi významné město Brundisium (dnešní Brindisi). Toto město se pak stalo významným římským přístavem pro plavby do východního Středomoří. Po této porážce jsou Messapiové v historických záznamech zmiňováni jen zřídka a byli patrně značně romanizováni. S Římem se zřejmě značně ztotožnili, je zaznamenáno, že během Hannibalovy invaze do Itálie ve druhé punské válce (218–201 př. n. l.) zůstali Messapiové Římanům věrní.